# Стефанишин Юрій Юрійович
Ю́рій Ю́рійович Стефани́шин (6 грудня 1995, м. Тернопіль — листопад 2022, Донецька область) — український військовослужбовець, солдат Збройних сил України, учасник російсько-української війни.

## Життєпис
Юрій Стефанишин народився 6 грудня 1995 року в місті Тернополі.
Закінчив Тернопільську спеціалізовану школу № 3, військовий коледж.
Мобілізований у липні 2022 року. Загинув унаслідок танкового обстрілу, вчиненого російськими окупантами, в боях на Донеччині.
Похований 12 листопада 2022 року на Алеї Героїв Микулинецького кладовища м. Тернопіль.

## Нагороди
- почесний громадянин міста Тернополя (14 листопада 2022, посмертно)[1][2];
- почесний громадянин Тернопільської області (2024, посмертно)[3].